# Mnesístrat
Mnesístrat (grec antic: Μνησίστρατος, llatí: Mnesistratus) fou un filòsof grec nadiu de Tasos i deixeble de Plató.
Derivat de les seves idees va sorgir una secta específica de filòsofs que foren anomenats mnesistràtics, però no se sap si ell mateix la va fundar o fou creada posteriorment al seu temps. L'esmenta principalment Diògenes Laerci.